# João Havelange
Jean-Marie Faustin Goedefroid de Havelange, detto João (Rio de Janeiro, 8 maggio 1916 – Rio de Janeiro, 16 agosto 2016), è stato un nuotatore, pallanuotista e dirigente sportivo brasiliano, presidente della FIFA dal 1974 al 1998.

## Famiglia e primi anni
Suo padre era il belga Faustin Havelange, ingegnere minerario già tra i fondatori dello Standard Liegi, divenuto successivamente un commerciante d'armi a Rio de Janeiro per conto de La Société Française des Munitions. Sempre Faustin, nell'aprile del 1912, perse il traghetto che l'avrebbe dovuto portare ad imbarcarsi sul Titanic proprio nel giorno del naufragio del transatlantico, salvandosi in tal modo la vita. Sposatosi il 24 gennaio del 1913 con Juliette Ludivine Calmeau, anch'essa belga, dopo tre anni nacque Joao, il quale studiò al Liceo Francese e passò la sua giovinezza dedicandosi agli sport, per poi laurearsi in legge all'Università federale Fluminense nel 1940.

### Atleta
Da giovane gareggiò in varie discipline sportive, come calcio, il nuoto e la pallanuoto. Nel 1931 divenne campione carioca della squadra primavera del Fluminense.
Partecipò da nuotatore ai Giochi Olimpici del 1936 e fece parte della Nazionale brasiliana di pallanuoto ai Giochi Olimpici del 1952. 
Nel 1950, ai mondiali brasiliani, fu comune spettatore, sugli spalti, del Maracanazo.
Nel 1955 vinse da pallanuotista una medaglia di bronzo ai Giochi panamericani di Città del Messico.

### Dirigente sportivo
Successivamente, divenne dirigente della Federazione Paulista di Nuoto, per poi diventare presidente della Federazione Metropolitana di Nuoto a Rio, nonché vicepresidente della Confederazione brasiliana degli sport. A quest'epoca era già diventato avvocato ed era azionista della Viação Cometa, grande impresa di trasporti operante nei quattro maggiori stati del paese (San Paolo, Rio de Janeiro, Minas Gerais e Paraná), di cui era anche direttore esecutivo.

#### In Brasile
Nel 1955 divenne componente del Comitato Olimpico Brasiliano, ruolo che ricoprì fino al 1963, anno in cui entrò a far parte del CIO.
Come dirigente calcistico fu poi presidente della federcalcio brasiliana (CBF) dal 1958 al 1975.

#### Alla FIFA
Fu eletto alla presidenza della FIFA l'11 giugno del 1974, battendo al ballottaggio il presidente uscente Stanley Rous per 68 voti a 52. Decisivi furono i consensi delle federazioni africane e asiatiche, alle quali Havelange aveva promesso un maggior numero di partecipanti alla fase finale della Coppa del Mondo; proprio questa promessa pose subito in allarme le principali federazioni europee aderenti all'UEFA, tranne la Francia, sino al punto da far temere una scissione in seno alla stessa FIFA e la conseguente organizzazione di due distinti campionati Mondiali (rischio poi rientrato nei mesi successivi). La sua campagna elettorale risultò essere piuttosto dispendiosa, tanto che la federazione brasiliana dovette supportarlo con un contributo di circa mezzo miliardo di lire.
Proprio per mantenere le promesse fatte alle federazioni asiatiche e africane, nei 24 anni trascorsi alla presidenza della FIFA riformò i Campionati mondiali di calcio aumentando il numero delle squadre partecipanti: in pochi anni, sotto la gestione di Havelange, il mondiale passò dalle classiche 16 squadre a 24 nel 1982 in Spagna e addirittura a 32 nel 1998 in Francia; in questo modo le nazionali appartenenti a Africa, Nord America e Asia poterono annoverare un numero maggiore di posti a propria disposizione.
Oltre all'espansione delle partecipanti ai Mondiali, la FIFA di Havelange inaugurò tornei riservati alle nazionali giovanili come il Campionato mondiale di calcio Under-20 (detto anche Campionato mondiale di calcio Juniores) — ritenuto da molti il trampolino di lancio per i giovani calciatori — e il Campionato mondiale di calcio Under-17; nel 1991 fu anche creato il FIFA World Player.
Di converso a tutte queste innovazioni, Havelange si è sempre dimostrato piuttosto scettico - quando non apertamente contrario - circa le riforme regolamentari proposte nel corso degli anni riguardo agli aspetti tecnici del gioco: in particolare, criticò sia il golden gol che il possibile utilizzo della tecnologia per assistere gli arbitri in caso di episodi dubbi.

### Le accuse di corruzione e i rapporti con le dittature sudamericane
Sin dall'inizio degli anni ottanta, da più parti, si sono susseguite diverse voci circa un suo possibile coinvolgimento in vari episodi di corruzione e di malversazione. Già nel giugno 1983, in un'intervista rilasciata al giornalista francese Jacques Ferran, l'allora presidente dell'UEFA Artemio Franchi sosteneva che Havelange l'avesse cooptato nella Commissione Finanziaria della FIFA per impedirgli di denunciare pubblicamente una serie di fatti illeciti dei quali era venuto a conoscenza (tra i quali, una singola auto di rappresentanza che il brasiliano si sarebbe fatto pagare ben quattro volte da paesi diversi). Sempre Franchi, nel corso della stessa intervista, sosteneva di sentirsi "ricattato" da Havelange a causa della candidatura italiana a sede dei mondiali del 1990.
Diversi anni più tardi, il successivo presidente della FIFA Joseph Blatter sarà indagato per non aver denunciato una tangente da 100 milioni di dollari che Joao Havelange e Ricardo Terra Teixeira (l'allora presidente della federcalcio brasiliana) avrebbero incassato dall'ISL, l'azienda partner della FIFA per il settore commerciale, onde garantire alla stessa l'esclusiva sui diritti televisivi e di marketing dei Mondiali per tutti gli anni Novanta.
Nel 1994 Havelange venne coinvolto nell'inchiesta che portò alla condanna di Castor de Andrade, il boss dei bicheiros (una sorta di cosca mafiosa particolarmente attiva nel ramo delle scommesse illegali) con il quale era legato da una trentennale amicizia. Più precisamente, Andrade e i bicheiros avrebbero finanziato l'affitto di un Sambodromo per conto del Presidente della FIFA; inoltre, lo stesso Andrade si sarebbe fatto scudo in più occasioni di una "lettera di stima incondizionata" che lo stesso Havelange gli aveva scritto nel 1987.
Altre accuse gli vennero rivolte dalle colonne del quotidiano olandese De Telegraaf, in relazione alla fallita candidatura di Amsterdam a sede per le Olimpiadi del 1992 (poi assegnate a Barcellona): Havelange e altre personalità, in qualità di membri del CIO, avrebbero accettato doni di valore molto superiore alla soglia massima consentita di 100 Dollari statunitensi, tra i quali costosissimi diamanti, ceramiche di Delft, dipinti, biciclette e articoli sportivi.
Sempre nel corso degli anni '90 emersero alcune connivenze che lo stesso Havelange avrebbe avuto, poco prima di essere eletto alla FIFA, con il regime dittatoriale di Hugo Banzer: ancora nel 1973, la fabbrica di armi di cui il dirigente sportivo era socio avrebbe venduto 80.000 granate al dittatore boliviano.

#### Il successore

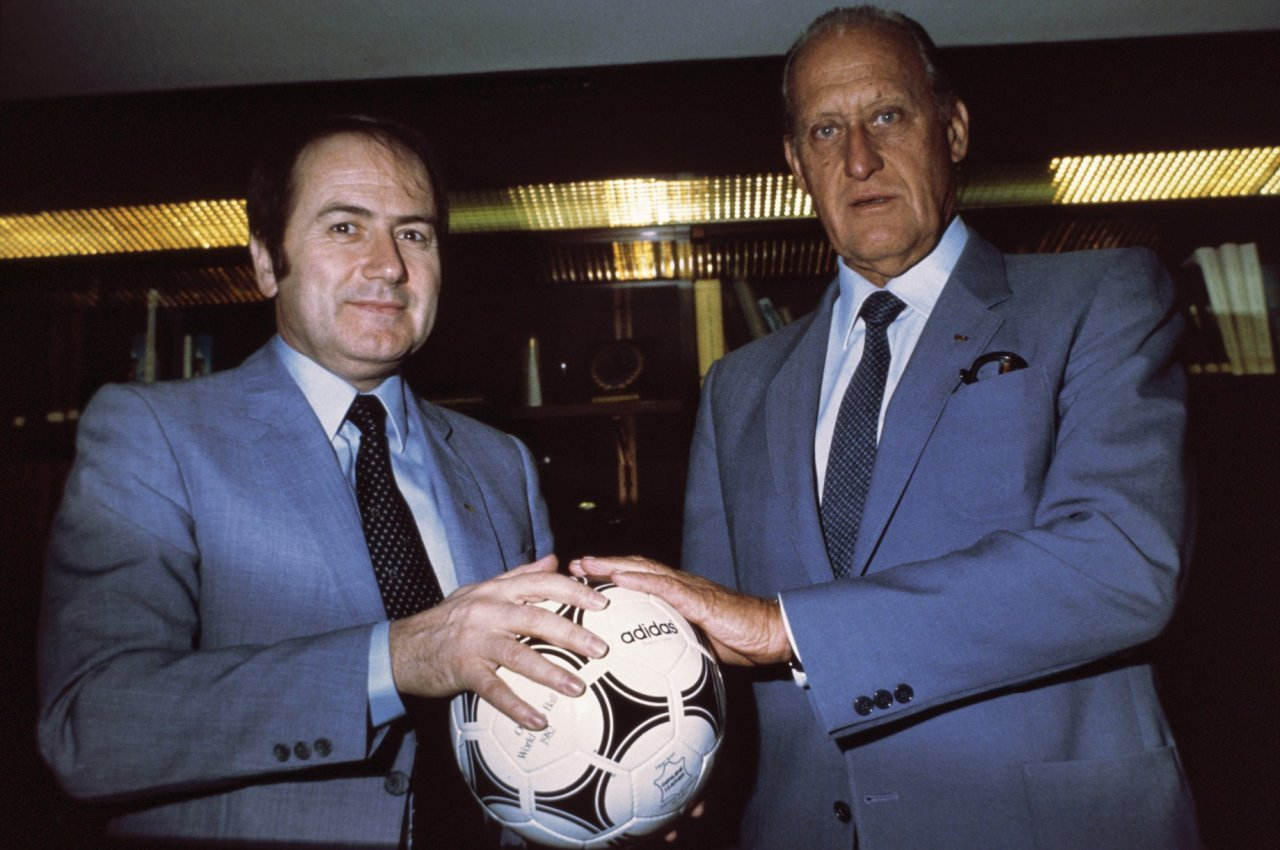
Havelange assieme a Joseph Blatter nel 1982

L'8 giugno 1998, due giorni prima dell'inizio del Campionato mondiale di calcio 1998, lo svizzero Joseph Blatter (segretario dal 1981) venne eletto successore di Havelange, battendo lo svedese Lennart Johansson, presidente UEFA, ed entrò ufficialmente in carica il mese successivo, finita la manifestazione. In occasione dei Giochi Panamericani del 2007, disputati a Rio de Janeiro, lo stadio costruito per l'occasione fu chiamato Estádio Olímpico João Havelange in suo onore. Anche l'Estádio Parque do Sabiá, inaugurato nel 1982, fu intitolato a lui (è anche conosciuto come Estádio Municipal João Havelange).
È stato Presidente Onorario della FIFA dal 1998 al 18 aprile 2013, quando si è dimesso in seguito al succitato caso di corruzione dell'ISL, la società di marketing fallita nel 2001 che aveva i diritti in esclusiva sui Mondiali.

### Morte
È morto all'alba del 16 agosto 2016 all'età di 100 anni nell'ospedale Samaritano a Botafogo, dove era stato ricoverato nel luglio dello stesso anno per dei problemi respiratori.

## I contrasti con Maradona
La carriera di Havelange alla FIFA è stata anche costellata da aspri e numerosi contrasti con l'asso argentino Diego Armando Maradona, in particolare nel corso degli ultimi mandati.
Le varie querelle cominciarono durante il mondiale messicano del 1986, quando il pibe si lamentò del fatto di giocare a orari assurdi per garantire la copertura televisiva in Europa: per tutta risposta, Havelange lo invitò a dedicarsi a qualche altro sport. Il punto più alto dei contrasti dialettici si verificò nel 1990, subito dopo la finale del Mondiale italiano perso dall'albiceleste contro la Germania Ovest: Maradona, in lacrime, accusò Havelange e l'arbitro della gara Codesal Méndez di aver fatto vincere apposta i tedeschi. Dopo aver pronunciato alla stampa la frase "Ha vinto la mafia", si recò in tribuna per la premiazione, dove strinse la mano a tutte le autorità presenti ad eccezione del solo dirigente brasiliano, che gli aveva voltato le spalle. I contrasti continuarono negli anni successivi, quando Havelange, secondo Maradona, lo spronò fino all'ultimo a partecipare alla fase finale dei Mondiali del '94, promettendogli l'immunità riguardo ai controlli anti-doping, salvo poi cambiare idea a Mondiale in corso e farlo squalificare di proposito.
Da allora, i contrasti tra il Pibe e il boss della FIFA degenerarono al punto che l'argentino giunse ad affermare nel 1995 «Havelange mio padre? Se lo fosse lo ucciderei» e, nel 1997, «Il capo dello Stato merita tutto il mio rispetto ma, a mio avviso, è assurdo ricevere in udienza uno che ha ingannato il popolo argentino»; più avanti aggiunse che «Ci sono delle stupende cliniche per persone di età avanzata in Svizzera. Invece di stare alla FIFA, vada là. E poi non voglio che dica che per me è come un padre. Io ne ho uno eccezionale e non uno come lui. Se avessi un padre così preferirei morire».